# Poggioreale (Sizilien)
Poggioreale ist eine Gemeinde und ein Dorf im Freien Gemeindekonsortium Trapani in der Region Sizilien in Italien mit 1277 Einwohnern (Stand 31. Dezember 2024).

## Lage und Daten
Poggioreale liegt 80 km südwestlich von Palermo. Die Einwohner leben hauptsächlich von der Landwirtschaft.
Die Nachbargemeinden sind Contessa Entellina (PA), Gibellina, Monreale (PA) und Salaparuta.

## Geschichte

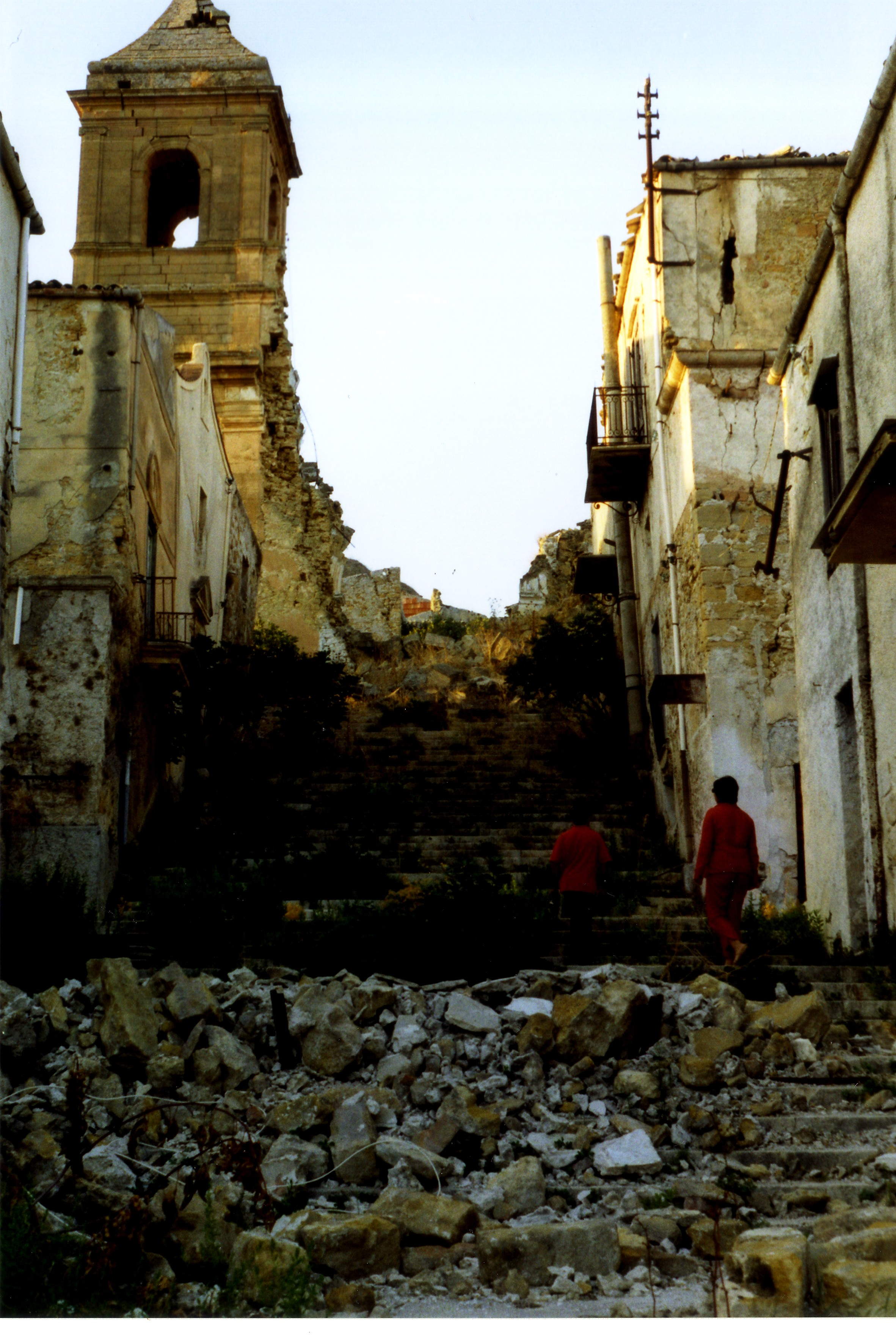
Ruinen von Poggioreale

In der Nähe von Poggioreale wurden bei Ausgrabungen Spuren einer Siedlung ab dem 7. Jahrhundert v. Chr. nachgewiesen. Das alte Dorf wurde 1642 in einer Höhe von 393 m in den Gibelliner Bergen gegründet. Die Siedlung wurde bei dem Erdbeben im Tal des Belice 1968 zerstört und von den Bewohnern vollständig verlassen. Anders als in Nachbargemeinden wie Salaparuta oder Gibellina waren die Häuser nicht vollständig zusammengefallen, deshalb scheint das alte Dorf heute noch aus der Ferne intakt zu sein, in Wirklichkeit ist es aber eine Geisterstadt. Für den in Zürich lebenden palermitanischen Singer-Songwriter Pippo Pollina diente diese Geisterstadt als Fotokulisse für das CD-Büchlein des Albums Il Sole Che Verrà (2017). Das neue Dorf wurde einige Jahre nach dem Erdbeben wenige Kilometer talabwärts wieder aufgebaut.

## Sehenswürdigkeiten
- Archäologisches Museum
- Pfarrkirche aus dem Jahre 1985